# Stephen Marley
Stephen Robert Nesta "Raggamuffin" Marley (Wilmington, Delaware, 20 de abril de 1972) es un músico, productor discográfico y cantante estadounidense de reggae de origen jamaicano. Es hijo de Bob Marley y Rita Marley.
Stephen, desde 1986, era parte del grupo de reggae Ziggy Marley & The Melody Makers con sus hermanos Ziggy, Cedella y Sharon, con los que ganó 3 Grammys durante la década de los 80. 
Stephen y su hermano mayor Ziggy, los dos hijos mayores de Bob Marley, recibieron orientación musical directa de su padre y actuaron junto a Bob Marley y los Wailers en el Concierto One Love Peace de 1978 en Kingston, Jamaica, en el Reggae Sunsplash de 1979 en Montego Bay y en la independencia de Zimbabue, celebraciones en Salisbury, Rhodesia (Harare, Zimbabue) en 1980. Los hermanos actuaron, junto a los Wailers y las I Threes, en el funeral de su padre el 21 de mayo de 1981.
Después de la muerte de Bob Marley, los Melody Makers continuaron con Ziggy como líder del grupo, componiendo canciones como "What a Plot" en 1982, así como "Lying in Bed" y "I Met Her on a Rainy Day" en 1984. En 1985, el grupo lanzó su primer álbum, "Play the Game Right". Con su tercer álbum, "Conscious Party", el grupo ahora se llamaba "Ziggy Marley and the Melody Makers" con Ziggy interpretando la voz principal y Stephen tocando instrumentos, el grupo ganó fama con éxitos como "Tomorrow People", "Tumblin' Down", “Lee”, y Molly” y “Partido Consciente”. El álbum fue disco de platino en los Estados Unidos.
Su siguiente álbum, One Bright Day, lanzado en 1989, incluía el éxito "Look Who's Dancing", escrito por Ziggy y Stephen. En ese momento, con solo 17 años, Stephen compartió la voz principal con su hermano mayor y realizó una participación de dancehall en la canción, que también contó con el enérgico coro femenino de Sharon, Cedella y Erica. Stephen se ganó el apodo de "Raggamuffin" o "Ragga", ya que fue el primer Marley en participar en dancehall rap/deejaying.
En 2004, Stephen participó en el Bob Marley Roots, Rock, Reggae Festival Tour de 27 ciudades con sus hermanos Ziggy Marley, Julian Marley, Damian Marley y Ky-Mani Marley. Ellos también tienen sus propias carreras musicales profesionales.
Como productor ha colaborado en todos los trabajos de su hermano Damian, siendo "Welcome to Jamrock" (2005) el de mayor importancia, participando además en los temas "All Night", "Pimpa's Paradise", "Hey Girl", "For the Babies" y "Still Searching".
En 1999, Marley produjo Chant Down Babylon, un álbum de remezclas de la música de Bob Marley, modernizado para atraer a una audiencia moderna, con estrellas del hip-hop, R&B y rock, incluidas Lauryn Hill, Erykah Badu, Guru, Busta Rhymes, MC Lyte, Steven Tyler, Joe Perry, Chuck D y The Roots. El sencillo "Turn Your Lights Down Low" con Lauryn Hill se convirtió en un gran éxito internacional, Marley modernizó una canción que había recibido poca atención como canción del lado B en el álbum Exodus de 1977.
En 1996, Stephen produjo álbumes debut de los hermanos menores Julian y Damian Marley (hijos de Bob Marley de relaciones fuera de su matrimonio con Rita). Stephen fue particularmente exitoso en el éxito musical de Damian, produciendo los primeros tres álbumes de su hermano, Mr Marley (1996), así como Halfway Tree (2001), ganador del premio Grammy, y Welcome to Jamrock (2005). Stephen contribuyó con la producción de tres canciones para el álbum de colaboración de Damian con Nas, "Distant Relatives" (2010). En ese álbum, Stephen produjo las canciones "Patience", "Leaders" e "In His Own Words", prestando voz a las dos últimas pistas.
Marley también trabajó con los Fugees en su remake de mediados de la década de 1990 de "No Woman No Cry" de Bob Marley, y produjo música para artistas populares de hip-hop como Krayzie Bone ("Revolution" del álbum 'Thug Mentality' de 1999), Erykah Badu ("In Love with You" del álbum 'Mama's Gun' de 2000), Eve ("No, no, no" de su álbum 'Scorpion' de 2001), y Mr Cheeks ("Mama Say" y "Till We Meet Again" del álbum 'John P Kelly', 2001). También produjo música para artistas de dancehall como Capleton ("Sunshine Girl" del álbum "Reign of Fire", 2004) y las leyendas del reggae Inner Circle ("Smoke Gets in My Eyes" del 'State of Da World').
En 2008 ganó el Grammy al mejor álbum reggae por "Mind Control", que cuenta con colaboraciones de artistas como Buju Banton y su hermano Damian.
En 2022 produjo un EP en homenaje a Nina Simone, "Celebrating Nina: A Reggae Tribute to Nina Simone", con Queen Ifrica, Cedella Marley y Etana.
Además, es padre de "Jo Mersa" Marley, quien también tenía una carrera musical siguiendo los pasos de su familia y lanzó su disco "Comfortable" un EP en 2014 y "Eternal" en 2021.

## Discografía

### Álbumes
- Mind Control (2007)
- Mind Control (Acoustic) (2008)
- Revelation Part 1: The Root of Life (2011)
- Revelation Part 2: The Fruit of Life (2016)

## Colaboraciones
- Damian Marley "It was writen" (con Capleton y Drag-On)" (Halfway tree, 2001)
- Damian Marley "All night" (Welcome to Jamrock, 2005)
- Damian Marley "Pimpa´s paradise" (con Black Thought)" (Welcome to Jamrock, 2005)
- Damian Marley "For the babies" (Welcome to Jamrock, 2005)
- Damian Marley "Hey girl" (Welcome to Jamrock, 2005)
- Julian Marley "A little too late" (Awake, 2009)
- Damian Marley & Nas "Leaders" (Distant Relatives, 2010)
- Damian Marley & Nas "In his own words" (Distant Relatives, 2010)
- RPG 레게 강 같은 평화 with Stephen Marley - Love Inside (2016)

## Artistas relacionados
- (Bob Marley)
- (Damian Marley)
- (Julian Marley)
- (Ziggy Marley)
- (Jo Mersa Marley)
- (Ky-Mani Marley)
- (Mos Def)